# Richard Germer
Richard Germer (* 4. November 1900 in Hamburg; † 12. September 1993 ebenda) war ein deutscher Volkssänger und Komponist. Er war jahrzehntelang einer der populärsten Hamburger Musiker und bekannt für seine heimatnahen norddeutschen Texte und seine Auftritte mit anderen Hamburger Originalen wie Heidi Kabel. Germer wurde auch als Der Mann mit der Laute bezeichnet.

## Leben

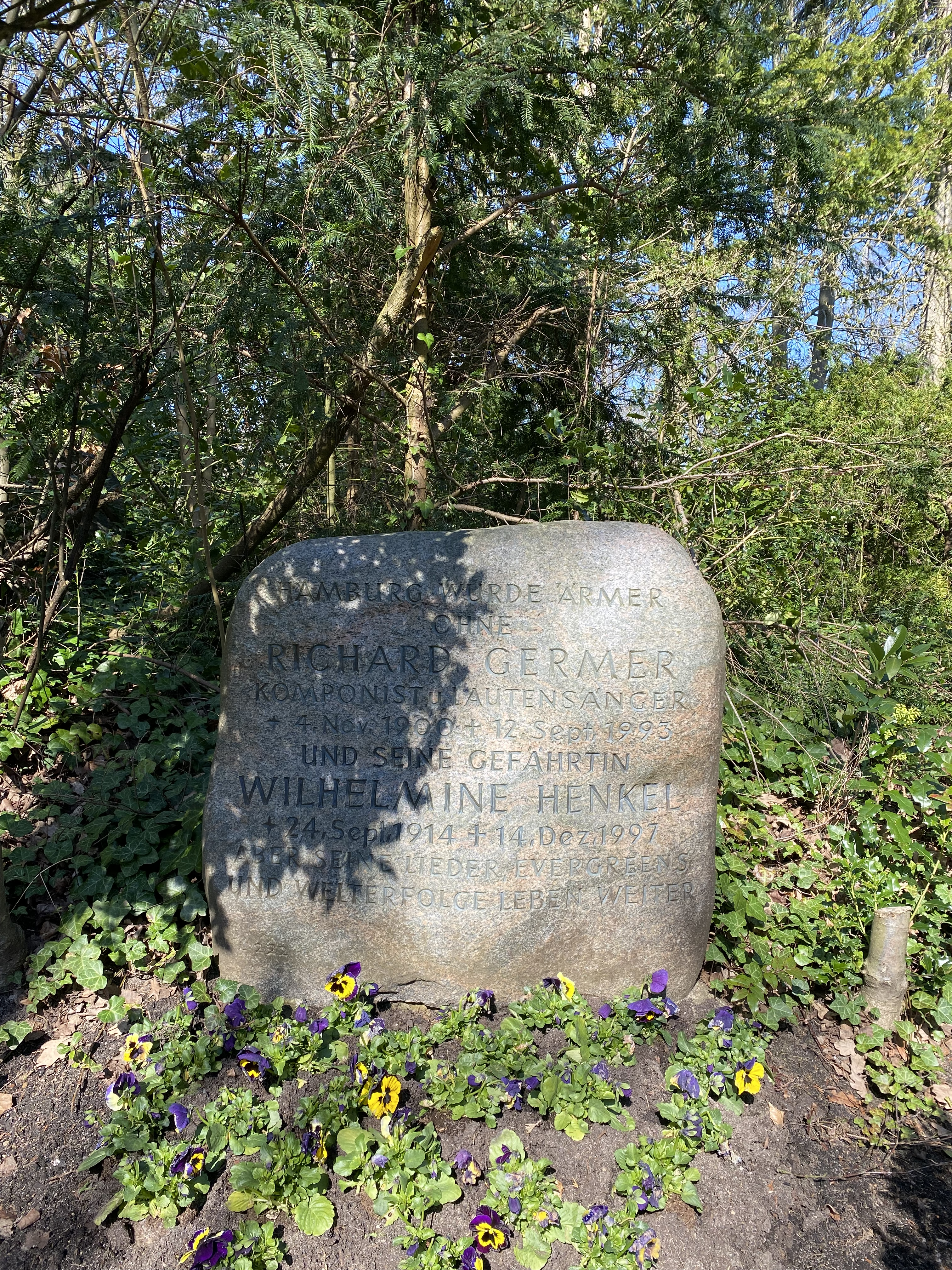
Grabstätte auf dem Friedhof Blankenese

Germer wurde 1900 im Hamburger Stadtteil Barmbek geboren und war evangelisch-lutherischer Konfession. Er war in seiner Jugend Mitglied der Wandervogelbewegung und absolvierte nach der Schule eine Ausbildung zum Kaufmann. 
Mit zwanzig Jahren erhielt er bei einem Gesangswettbewerb den ersten Preis und entschloss sich daraufhin zu einem Musikstudium bei Carl Waschmann und Luigi Gareno. Er trat zunehmend in Hamburg und Umgebung auf und debütierte 1927 im Rundfunk. Ein Jahr später spielte er seine erste Schallplatte ein. Benno Strandt dichtete für ihn Texte. Weitere Texte von u. a. Wilhelm Busch, Fred Endrikat, Fritz Graßhoff, Erich Kästner, Hans Leip und Dirks Paulun flossen in sein Repertoire ein. Zum 1. Mai 1933 trat er der NSDAP bei (Mitgliedsnummer 3.030.915).
In der Bundesrepublik avancierte er zu einem der bekanntesten Künstlern des Nordwestdeutschen Rundfunks, der mit seinen Shantys und Volksliedern beeindruckte. Er trat in ganz Hamburg auf, u. a. mehrmals in der Musikhalle und im Operettenhaus, im Fernsehen war er häufig musikalischer Gast in der Haifischbar. 1960 überlebte er einen schweren Autounfall. Er war der Stiefvater von Hans-Olaf Henkel.
Richard Germer wurde auf dem Friedhof Blankenese beigesetzt.

## Zitat
Richard Germer 1950:
"Eigentlich bin ich gelernter Kaufmann. Ich habe mit Zucker angefangen. Aber nebenbei war ich begeisterter Wandervogel. Mit zwanzig Jahren bekam ich bei der ersten Jugendtagung in Heidelberg den ersten Preis, und von da ab rollte der Laden von ganz allein. Überall, wo in Hamburg was los ist, bei Vereinsfesten, Betriebsfeiern, Betriebsausflügen, wollte man mich haben. 1925 kam ich zum Rundfunksender. Es war eine Liebe auf den ersten Blick, und wir sind uns treu geblieben, der Rundfunk und ich. Meine größten Erfolge habe ich immer mit meinen Hamburger Liedern. Es sind plattdeutsche und hochdeutsche Lieder, die ich im Laufe der Jahre in ganz Deutschland bekannt gemacht habe. Viele davon habe ich selbst vertont nach den Gedichten unserer Heimatautoren wie Gorch Fock, Rudolf Kinau, Heinrich Deiters, Otto Franz Grund, Hermann Löns und Hans Leip. In letzter Zeit habe ich auch kabarettistisch gearbeitet, aber meine eigentliche Liebe gehört doch dem Volkslied. Es ist mein großer Kummer, dass das Volkslied, das früher bei jeder festlichen Gelegenheit mit Begeisterung aufgenommen wurde, heute so sehr als Stiefkind behandelt wird. Und so hoffe ich, dass ich mit meiner Arbeit dazu beitragen kann, meinem geliebten Stiefkind wieder seinen rechten Platz zu erobern. "

## Auszeichnungen
- 1990: Biermann-Ratjen-Medaille (für seine Verdienste um die Hamburger Volksmusik)

## Hörspiele
- 1950: Gorch Fock – Söbentig Joahr (Laute, Gesang) – Regie: Hans Freundt
- 1952: Hüüt kummt Vadder ok mol an de Luft! (Sprecher) – Regie: Hans Freundt
- 1954: Wi junge Lüüd (Funkspiel aus der Reihe: Uns Moderspraak von Walter Gättke mit und über R. Germer) – Regie: Nicht bekannt

## Diskografie
- 1963: An de Alster, an de Elbe, an de Bill (Polydor)
- 1974: Seemannsgarn – Vinyl DLP (Telefunken)
- 1998: Geh'n wir mal zu Hagenbeck (Bear Family Records)
- 2008: Richard Germer singt Hans Leip (Bear Family Records)
- 2008: Richard Germer Wo die Nordseewellen… 1929–1953 (Bear Family Records)

## Bibliographie
- Richard Germer bearbeitet von Erwin Schwarz-Reiflingen – Erfolge zur Gitarre Heft 1 / Musikverlag Hans Sikorski. Hamburg / Ed. Nr. 211 a
- Richard Germer mit Texten von Benno Strandt bearbeitet von Friedrich Stoppa – Erfolge zur Gitarre Heft 2 / Musikverlag Hans Sikorski. Hamburg / Ed. Nr. 211 b
- Richard Germer mit Texten von Benno Strandt bearbeitet von Friedrich Stoppa – Erfolge zur Gitarre Heft 3 / Musikverlag Hans Sikorski. Hamburg / Ed. Nr. 211 c